# Forster (Unternehmen)
Forster ist ein Verkehrstechnikhersteller in Waidhofen an der Ybbs, Niederösterreich für Verkehrstechnik, Metallbau, Siebdruck, Digitaldruck, Werbetechnik, Lärmschutz, Regalsysteme, Objektbeschilderung. Das Unternehmen ist Österreichischer Staatswappenträger.

## Geschichte
1956 legte Franz Forster in Waidhofen an der Ybbs den Grundstein zur heutigen Forster-Unternehmensgruppe: In einem ehemaligen Sensenhammerwerk wurde die „Franz Forster Metallwarenerzeugung“ gegründet, die zunächst Prägeschilder herstellte. Zusätzlich wurden schon sehr bald Verkehrszeichen produziert. Mit der Schildererzeugung ging der Siebdruck einher und erschloss neue Möglichkeiten in Produktion, Gestaltung und Qualität. Auch die Kunststoffverarbeitung und -beschichtung wurden aufgebaut.
Aufgrund der steigenden Nachfrage wurden 1973 ein Verkaufsbüro in Wien und ein Jahr später ein Verkaufsbüro in Salzburg gegründet. Zu dieser Zeit (Anfang der 70er-Jahre) stellte Forster bereits die ersten Überkopfwegweiser in Österreich auf.
1977 kaufte Franz Forster einen Betrieb in Sankt Peter in der Au, um dort Lärmschutzwände herzustellen. 1981 wurde die neue Zentrale am Stadtrand von Waidhofen an der Ybbs eröffnet. Im Bereich Objektbeschilderung begann man mit der Produktion von Schildern für den Innen- und Außenbereich. Darüber hinaus wurden Regalsysteme für den Bibliotheksbereich zu einem neuen Standbein der Firma ebenso wie die Einführung des Technischen Siebdrucks (1985). Nach der Gründung der Forster Metallbau Gesellschaft m.b.H. wurde die Produktion im Werk in St. Peter in der Au zunehmend ausgebaut. Neben dem bestehenden Produktionsprogramm „Lärmschutzwände“ und „Zulieferteile für die Industrie“ wurde auch die Produktion der Regalsysteme weiter verstärkt.
Die Einführung des Digitaldrucks eröffnete nicht nur neue Möglichkeiten in der Werbetechnik, sondern fand ihren Einsatzbereich auch in jedem weiteren Produktbereich der Firma Forster z. B. bedruckte Lärmschutzwände und Regalsysteme. Aber auch in der Spezialdrucktechnik ist Forster in Österreich bedeutend. So druckt Forster seit 1998 die Autobahnvignetten
Firmengründungen und -übernahmen seit 1987:
- 1987: Mehrheitsbeteiligung von Forster an der heutigen Colberg & Forster GmbH in Peine (Deutschland)
- 1989: Arbitec-Forster GmbH mit Sitz in Neuss (Deutschland)
- 1994: Forster Ecospace Limited in Oxfordshire (Großbritannien)
- 1995: Forster Industrietechnik GmbH in Oberland (Österreich)
- 2000: Forster Archiv- und Verkehrstechnik GmbH in der Schweiz mit Sitz Oetwil am See (Verkaufsbüro in Yverdon-les-Bains)
- 2004: Mehrheitliche Übernahme der Firma Wako mit Sitz in Bielsko-Biała (Polen)
- 2007: Samodef-Forster Sarl wird in Frankreich gegründet
- 2008: die Forster archívna a dopravná technika s.r.o. vertreibt in der Slowakei und Tschechien mit Erfolg Lärmschutz- und Verkehrstechnikprodukte sowie Regalsysteme

Aus dem Betrieb von 1956 hat sich damit eine Unternehmensgruppe mit rund 750 Mitarbeitern im In- und Ausland entwickelt.